# الشافعية (مدينة)
هي إحدى الأقضية التابعة الى محافظة  الديوانية كان مركزها لواء الديوانية وتم نقله إلى قرية الشافعية وتقع على بعد 5 كليومترات غرباً على طريق الديوانية - النجف بلغت ميزانيتها التشغيلية لعام 2014 حوالي 30 مليار ديناراً عراقياً

قضاء الشافعية تُعد من النواحي المهمة في محافظة الديوانية وإن هذه الناحية تعاني من ضعف واضح في الأعمال الخدمية خصوصاً أعمال البلدية فيها وذلك بسبب قلة الاهتمام وضعف التخصصات المالية في المراحل السابقة لتنفيذ المشاريع والأعمال التي من شانها تطوير الناحية بالشكل الذي يجعلها أن ترتقي بالواقع العمراني لها وإن تطويرها والاهتمام بها يعبر عن الوجه الحضاري المشرق لعموم محافظة الديوانية.

## القرى التابعة للناحية
قرية آل عبطان، قرية آل حسين، قرية السادة البطة، قرية الجواسم، الحفار الصغير، قرية الساده آل سيد حمادي  ، قرية آل سيد فرج، قرية كعب آل مسير، قرية آل عبد الجبار، قرية عبد الأمير زغير، قرية النورية، قرية العطراوية، قرية الخورنق القديم، قرية الصقور، قرية آل شرما.

## الواقع الزراعي
بلغت الكميات المسوقة عام 2012 أكثر من 2000 طن من محصولي الحنطة والشعير.

## الموقع
تحدها من الشمال ناحية السنية ومن الجنوب قضاء الحمزة ومن الشرق قضاء الديوانية ومن الغرب قضاء الشامية.

## الوضع الإقتصادي
تعتمد ناحية الشافعية في الأساس على الزراعة حيث تأتي الزراعة في المرتبة الأولى للأعمال التي يزاولها الناس وخصوصا زراعة «الشلب صيفاً» و «الحنطة والشعير شتاءاً» إضافة إلى زراعة الفواكه والخضروات إلا أن الناحية تشكو شأنها شأن بقية مدن العراق الزراعية من الإهمال في الواقع الزراعي. وكذلك أغلب موظفيها يعملون في مركز المحافظة.